# Pilori de Melo
Le pilori de Melo (en portugais : Pelourinho de Melo) se trouve dans la freguesia de Melo, du concelho de Gouveia, dans le district de Guarda, au Portugal.
Ce pilori manuélin du XVIe siècle mesure 2,50 m de hauteur ; la colonne, surmontée d'une croix, repose sur un socle rectangulaire composé de cinq marches. Il se dresse au milieu d'une petite place appelée Largo do Pelourinho, à proximité de la rue Aquiles Gonçalves, dans le centre historique de Melo.
Il est classé comme Imóvel de Interesse Público depuis 1915.

## Référence
1. ↑   (en + pt) DGPC, « Notice no 70289 », sur Património Cultural Imóvel.
2. ↑  (pt) « Pelourinho de Melo », sur le site monumentos.gov.pt (consulté le 10 décembre 2017)